# Potamodrilus
Potamodrilus är ett släkte av ringmaskar som beskrevs av Lastochkin 1935. Potamodrilus ingår i familjen Potamodrilidae.
Släktet innehåller bara arten Potamodrilus fluviatilis.